# فرودگاه بین‌المللی هولتن
فرودگاه بین‌المللی هولتن (به انگلیسی: Houlton International Airport) یک فرودگاه همگانی با کد یاتا HUL است که یک باند فرود آسفالت دارد و طول باند آن ۱۵۲۴ متر است. این فرودگاه در کشور ایالات متحده آمریکا قرار دارد و در ارتفاع ۱۴۹ متری از سطح دریا واقع شده‌است.